# ジーエムいちはら工業
ジーエムいちはら工業株式会社は、栃木県鹿沼市に本社を置く、消防車メーカーである。
ポンプ車、はしご車、消防艇などの製造・販売を行っている。

## 概要
各種消防車（消防ポンプ自動車、高所放水車など）、並びに消防艇等消防機器の製造・販売を行っている。また、自衛隊で使用される救難消防車の製造を行った。

## 沿革
- 1968年2月 - 日造市原ポンプ株式会社の創立者光野源三の援助によりGM精機工業として営業開始。
- 1971年7月2日 - 「ジーエムいちはら工業株式会社」設立。本社および工場新設。